# Lemurosicyos
Lemurosicyos là một chi thực vật có hoa trong họ Cucurbitaceae.

## Loài
Chi Lemurosicyos gồm các loài: